# Облога Ніцци (1543)
Облога Ніцци в 1543 році — облога і захоплення міста Ніцца на узбережжі Середземного моря об'єднаним франко-османським флотом під час Італійської війни 1542-46 рр. Король Франції Франциск I і султан Османської імперії Сулейман І виступали спільно в рамках франко-османського альянсу проти імператора Священної Римської імперії Карла V і англійського короля Генріха VIII. Ніцца перебувала у складі Савойського герцогства, союзника Карла V. Облога Ніцци була складовою частиною середземноморської кампанії капудан-паши османського флота Хайр ад-Діна Барбаросси 1543—1544 років.

## Хід кампанії

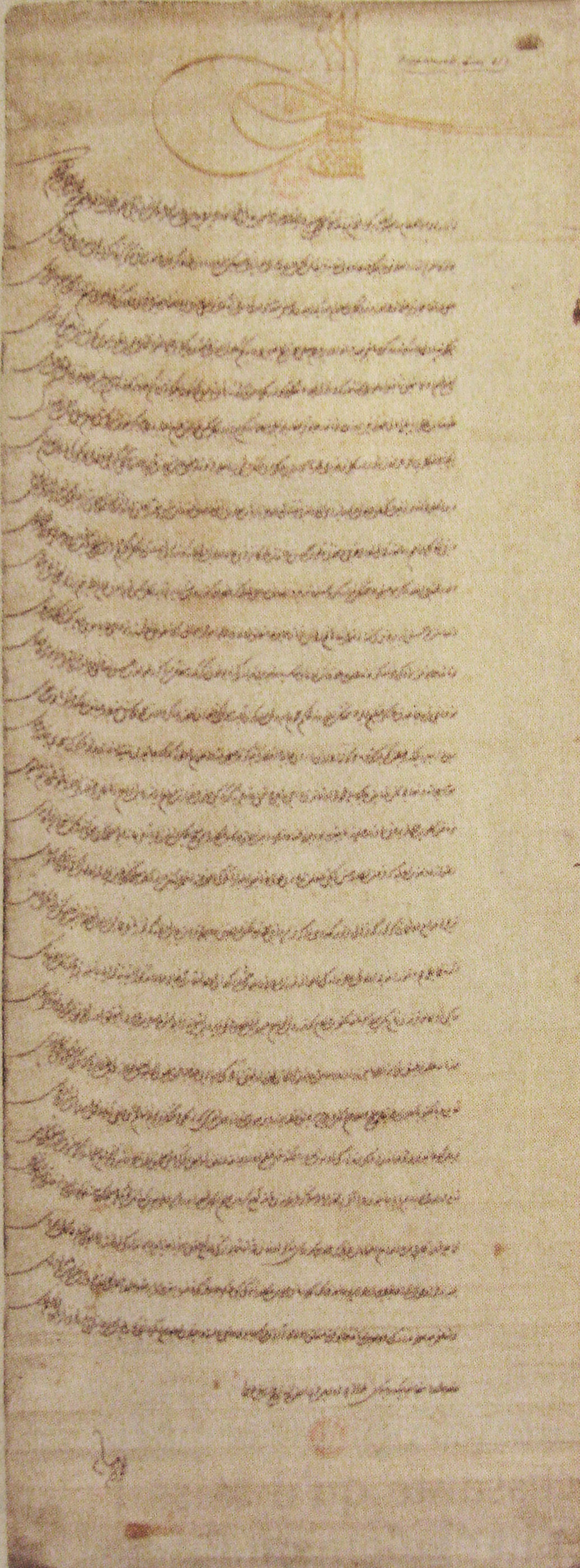
Лист Сулеймана до Франциска I про плани облоги Ніцци, написаний в середині лютого 1543 року

На прохання Франциска I, переданого у Стамбул французьким послом Антуаном Ескаліном дез Емаром, між флотами Франції та Османської імперії була налагоджена активна морська співпраця для боротьби проти іспанських військ у Середземномор'ї.
Французький флот на чолі з Франсуа де Бурбоном та османський флот на чолі з Хайр ад-Діном Барбаросою вперше об'єдналися в Марселі в серпні 1543. Хоча Савойське герцогство, частиною якого була Ніцца, протягом століття було французьким протекторатом, Франциск I вирішив атакувати місто Ніццу союзними силами, головним чином тому, що герцог Савойський Карл III розлютив його одруженням з Беатрисою Португальською, ставши через цей шлюб союзником Габсбургів.
Франсуа де Бурбон вже один раз намагався здійснити раптовий напад на Ніццу, але він був відбитий провідним адміралом Карла V, генуезцем Андреа Доріа.

### Прибуття османського флоту
Після домовленості між Франциском I і Сулейманом І, що була досягнута завдяки активній роботі французького посла в Константинополі Антуана Ескаліна дез Емара (капітана Поліна), в середині травня 1543 флот із 110 галер на чолі з Хайр ад-Діном Барбароса вийшов з Мармурового моря. Протягом червня османський флот здійснював набіги на узбережжя Сицилії та Південної Італії, а 29 червня зупинився перед Римом у гирлі Тибру, що змусило дез Емара написати декілька письмових запевнень, що жодного нападу на Рим не відбуватиметься.
5 липня Барбаросса прибув зі своїм флотом у супроводі дез Емара на о. Сен-Онорат. Оскільки з французької сторони майже нічого не було підготовлено для допомоги османському флоту, дез Емар відправився на зустріч з Франциском I у Маруаль, щоб попросити його про підтримку. Тим часом Барбаросса вирушив 10 липня до гавані Тулон, а потім 21 липня був прийнятий з почестями в гавані Марселя, де він приєднався до французьких сил під керівництвом губернатора Марселя графа Енгієнського Франсуа. Об'єднаний флот вийшов з Марселя 5 серпня.

### Облога

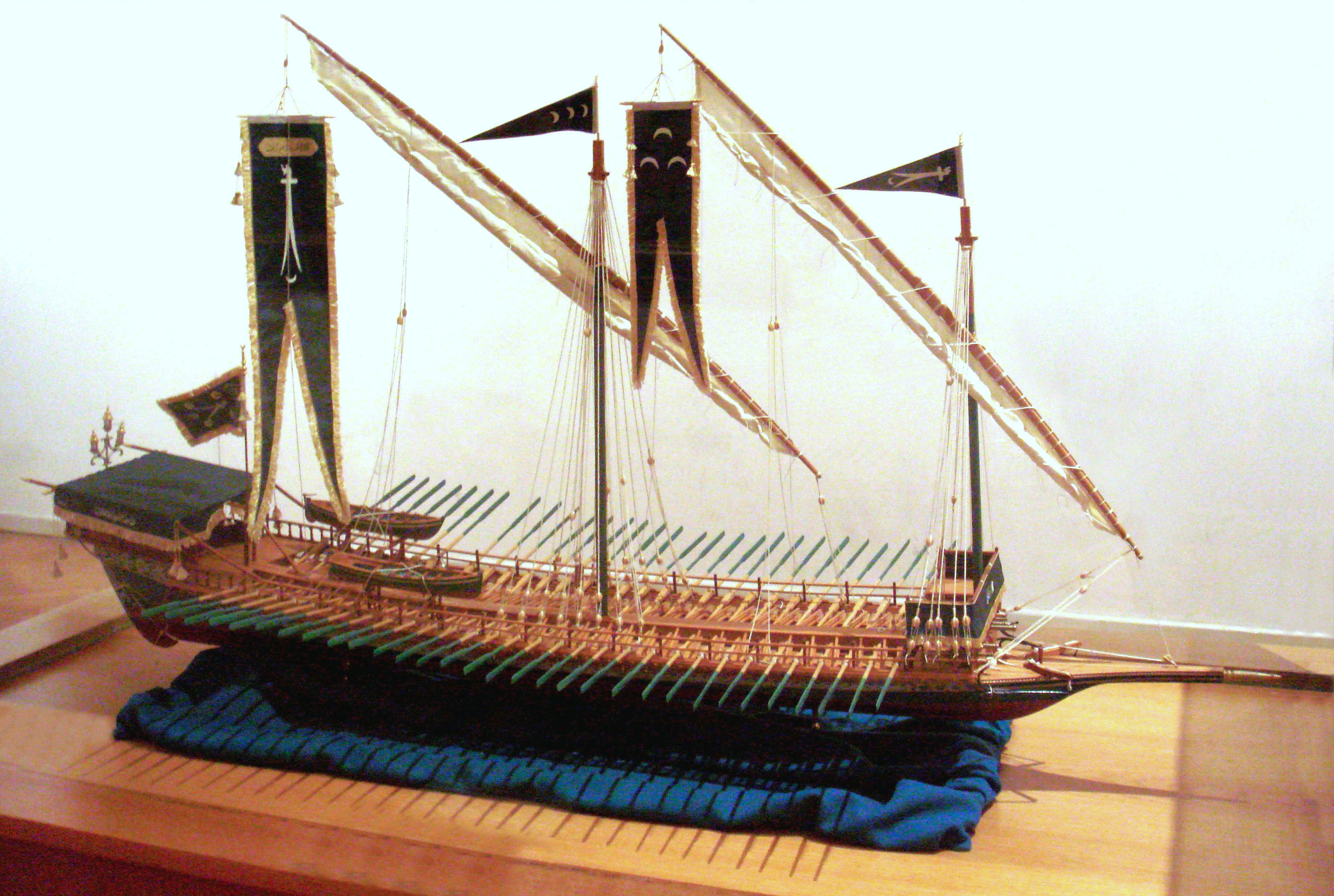
Галера Барбароси під час його походу до Франції у 1543 р.

На початку операції османські сили вперше висадились за 6 кілометрів на схід від Ніцци, у містечку Вільфранш-сюр-Мар, яке було захоплене та зруйноване.
Відтак 6 серпня 1543 року французькі та османські війська спільно атакували Ніццу. У цій акції брали участь 110 османських галер та 50 французьких.
Франко-османське військо зіткнулось з жорстким опором, який призвів до народження легенди про Катарину Сегурану. Кульмінація облоги прийшлася на велику битву 15 серпня. 22 серпня місто здалося, але нападники не змогли взяти укріплений замок «Шато де Сім'є», можливо через те, що французи не змогли забезпечити достатньо пороху своїм османським союзникам. Після здачі міста, французи утримали османів від його розграбування.

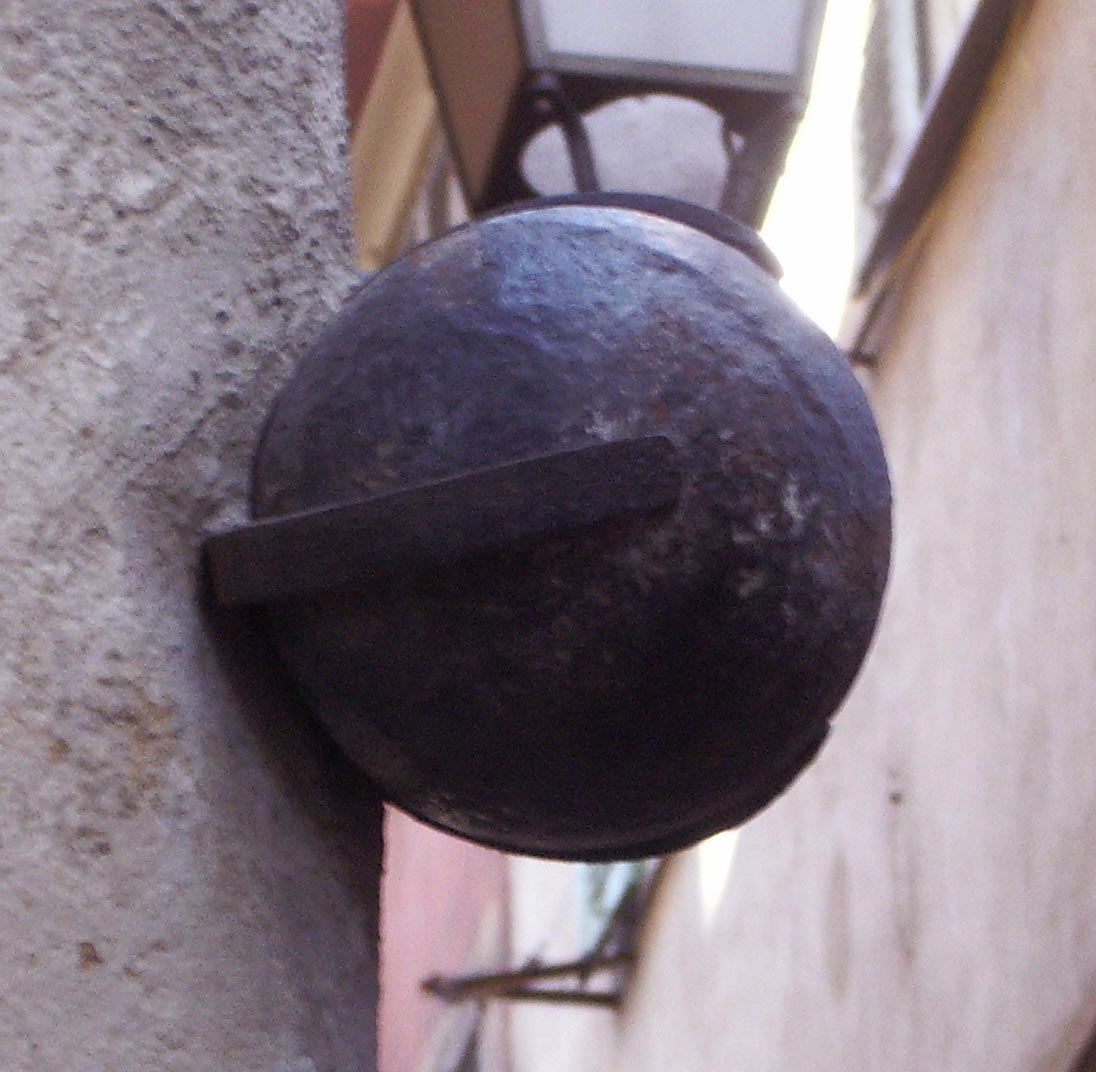
Гарматне ядро турецького флоту на розі вулиці Катарини Сегурани і Руа Друат в Ніцці. На меморіальній дошці зазначено: «гарматне ядро турецького флоту під час облоги Ніцци в 1543 році, де відзначилася Катарина Сегурана, героїня Ніцци».

Останній великий штурм замку відбувся 8 вересня, після чого франко-османські сили нарешті відступили, дізнавшись, що назустріч їм рухається імператорська армія, яку герцог Савойський Карл III зібрав в П'ємонті щоб звільнити місто.

Останньої ночі перед відходом армія нападників все-ж таки пограбувало місто, спалив його частину та взяв 5000 полонених. Традиційно в цьому звинувачували турків, але, швидше за все, насправді це зробили французькі солдати. Маршал де В'єйвіль в своїх мемуарах писав:
Місто Ніцца було розграбоване і спалене, за що не варто проклинати ані Барбароссу, ані сарацинів, бо тоді, коли це сталося, вони були вже далеко від нього… Відповідальність за насильство було покладено на бідного Барбароссу, щоб захистити честь і добре ім'я Франції, більш того — самого християнства.
Імперська армія, відправлена на допомогу Ніцці, була перевезена Андреа Доріа на кораблях і висаджена у Вільфранш, після чого вона успішно пробилася до цитаделі в Ніцці.

Під час кампанії Барбаросса скаржився на стан французьких кораблів та невідповідність їх обладнання та припасів. Стала відомою його фраза: «французькі моряки радше наповнюють свої бочки вином, ніж порохом». Проте сам він виявив стійке небажання нападати на Андреа Доріа, коли останній потрапив у скруту після висадки армії, що прямувала на допомогу Ніцці, втративши в штормі 4 галери. Існує припущення, що з цього приводу між Барбаросою та Доріа існувала якась мовчазна домовленість.

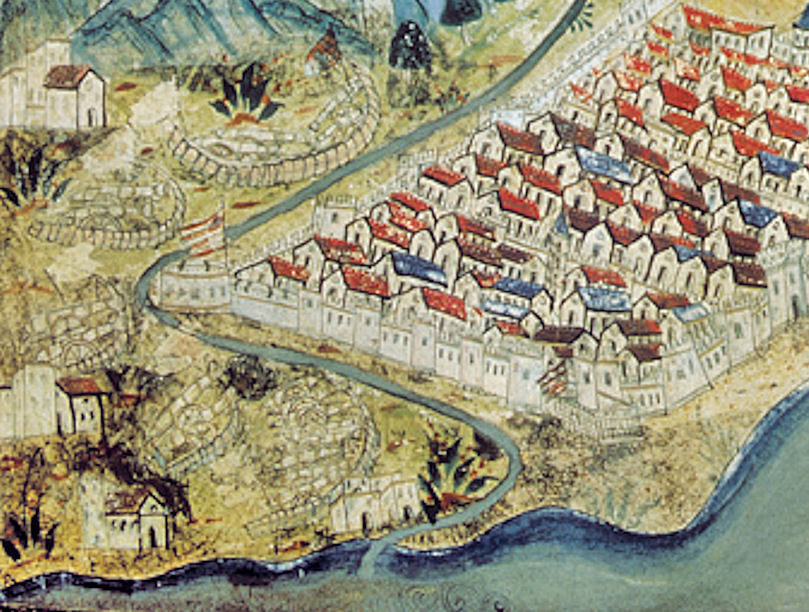
Французька королівська артилерія (білі прапори, ліворуч) облягає Ніццу
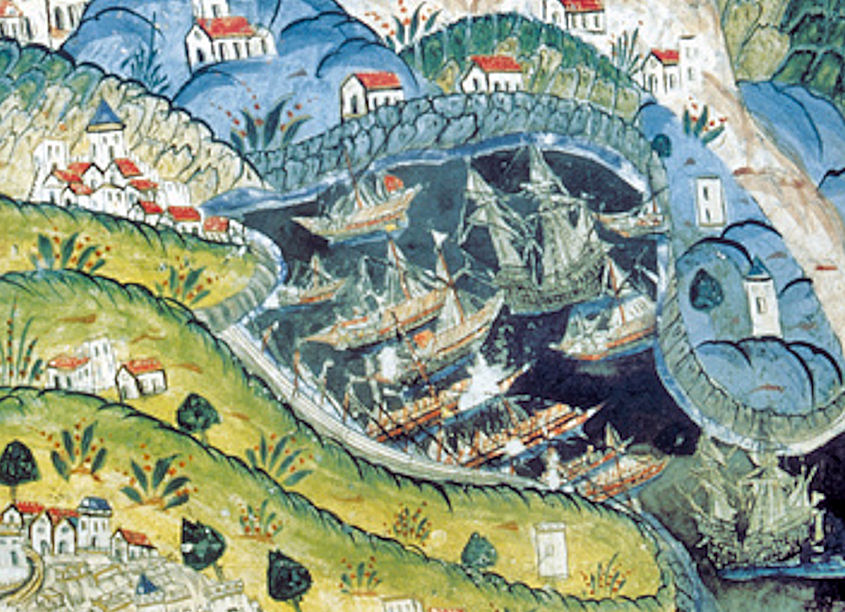
Османський десант у Вільфранші
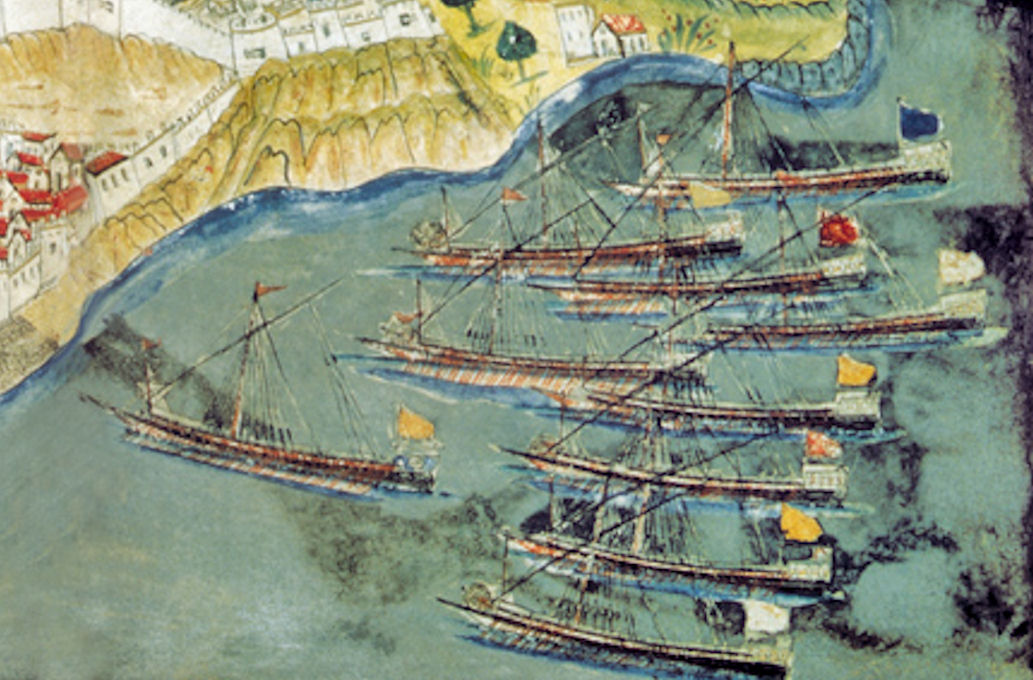
Облога флотом Ніцци

### Катарина Сегурана

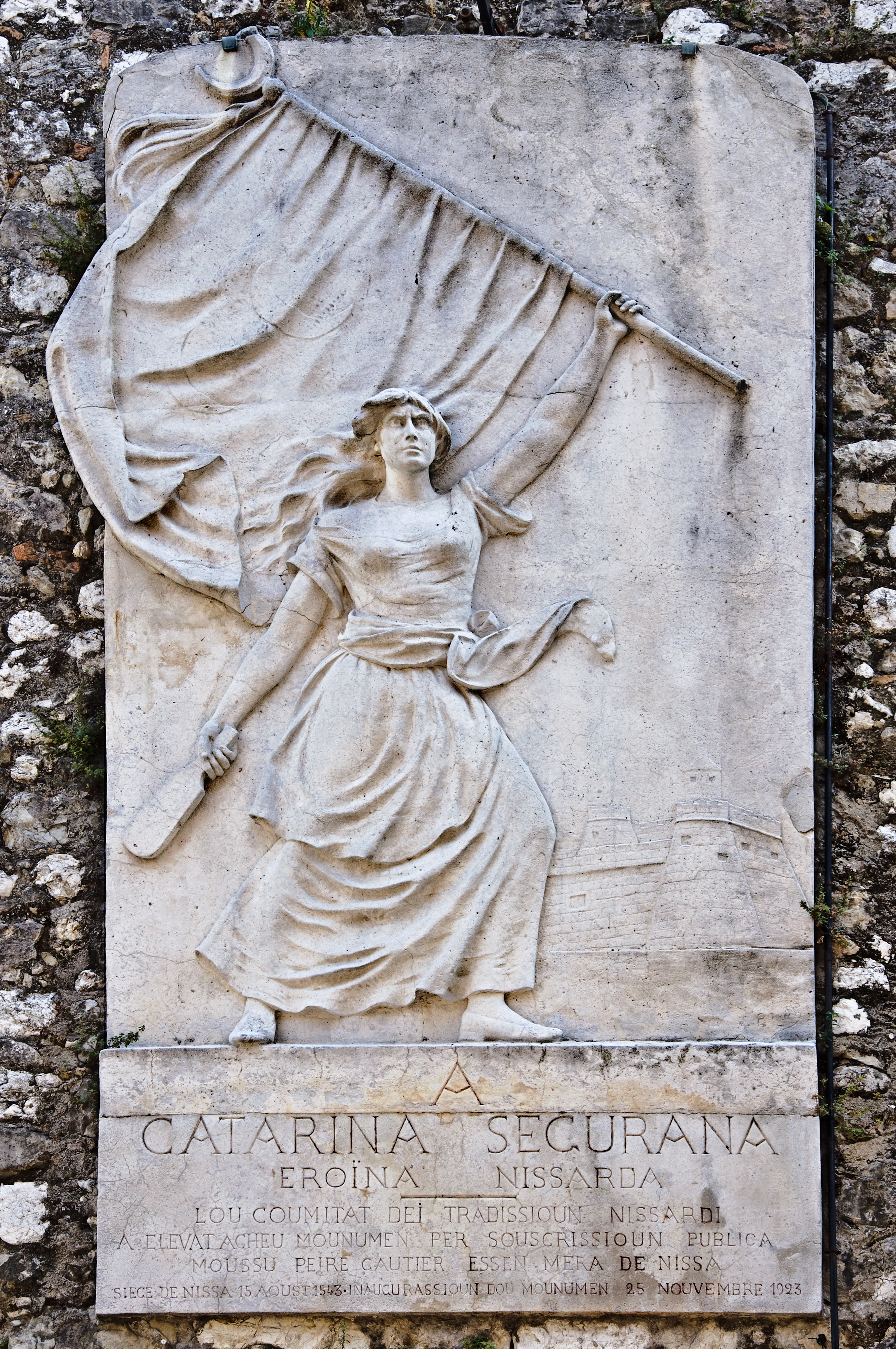
Меморіал у барельєфі Катарині Сегурані.

Катарина Сегурана (Catarina Ségurana на місцевому діалекті провансальської мови, у французькій Catherine Ségurane) стала народною героїнею міста Ніцци, після того, як, за легендою, зіграла вирішальну роль у відбитті одного з штурмів під час облоги Ніцци в 1543 році. На той час Ніцца була частиною Савої, незалежною від Франції, і не мала постійного гарнізону для свого захисту. У більшості версій оповідань про Катарину Сегурану, вона є звичайною прачкою, яка повела городян у бій. Легенда свідчить, що вона праником приголомшила прапороносця і взяла його прапор.
Існування Катарини ніколи не було остаточно доведено, і її героїчний акт швидше за все, є чистою вигадкою або дуже перебільшеним. Жан Бадат, історик, який був свідком облоги, не згадав про її причетність до оборони. Історично засвідчена оборона Ніцци включає руйнування городянами ключового мосту та прибуття армії, зібраної савойським герцогом Карлом III. Тим не менше, легенда про Кетрін Сегуране передавалась серед місцевих мешканців. Луї Андріолі написав про неї епічну поему в 1808 році, а Жан-Батіст Тозеллі в 1878 році написав п'єсу, присвячену її історії. У 1923 році біля легендарного місця подвигу Катерини було встановлено на її честь барельєф. У Ніцці, щорічно 25 листопада одночасно з Днем Святої Катерини відзначається День Катерини Сегурани.

### Османська зимівля в Тулоні

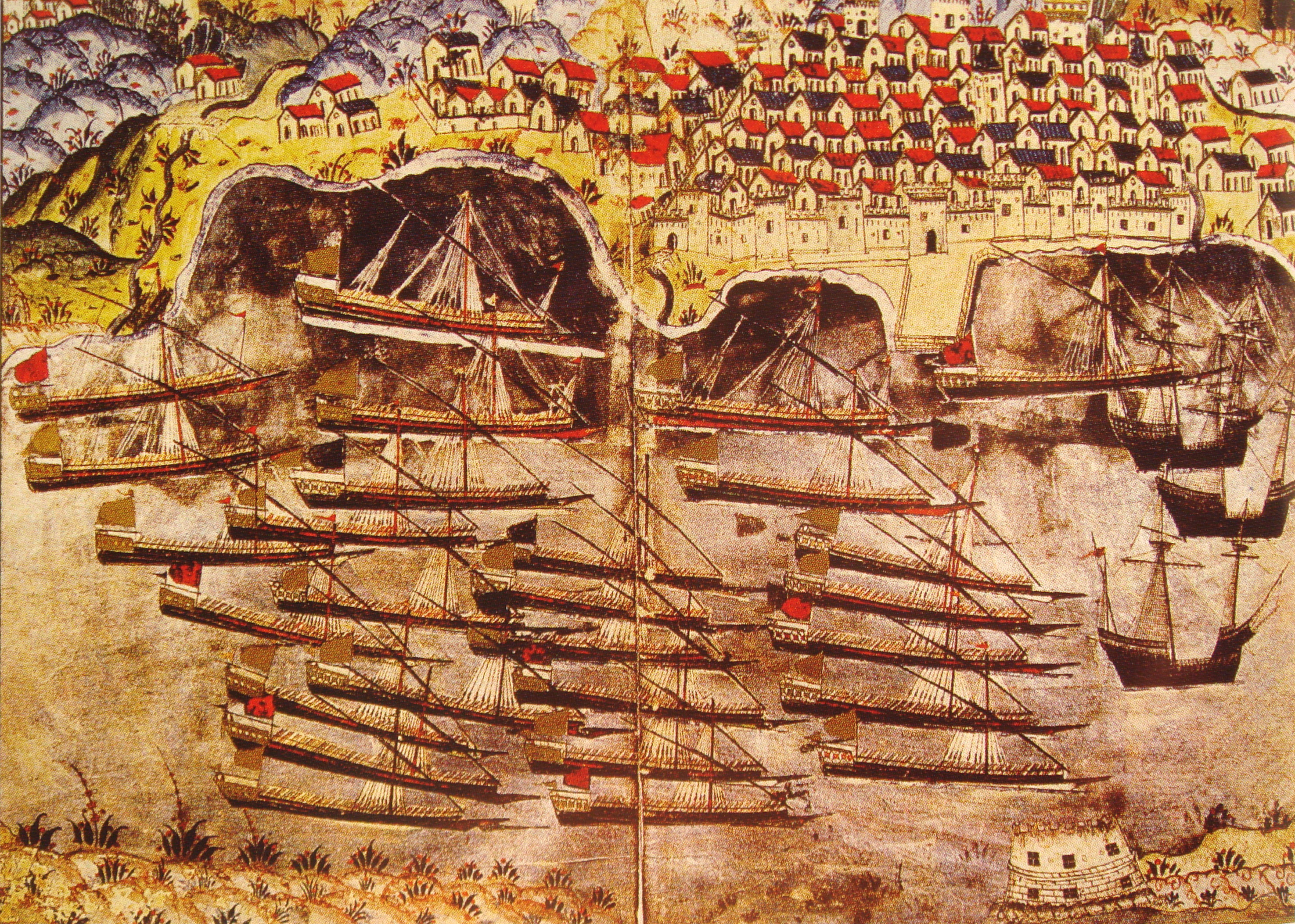
Флот Барбароси зимує у французькій гавані Тулон, 1543 рік

Після облоги Франциск запропонував османам перезимувати в Тулоні, щоб вони могли продовжувати нападати на Священну Римську імперію, як на узбережжя Іспанії та Італії, так і на кораблі, що курсували для підтримання зв'язку між двома країнами. Барбароссі надали обіцянку, що якщо його флот залишиться на зиму у Франції, він отримає допомогу від французів у відвоюванні Туніса.
Протягом зими османський флот зі своїми 110 галерами та 30 000 військовими міг використовувати Тулон як базу для нападу на іспанські та італійські узбережжя під командуванням адмірала Саліх-реїса. Вони здійснили набіги на Барселону в Іспанії та Санремо, Боргетто Санто Спіріто, Серіале в Італії та перемогли італо-іспанські морські атаки. Підійшовши з усім своїм флотом до Генуї, Барбаросса змусив Андреа Доріа звільнити свого старого напарника і друга Тургут-реїса, що на той час перебував в генуезькій тюрмі. Під час 6 місяців перебування османського флоту в Тулоні, а також для забезпечення його наступної літньої кампанії та повернення до Константинополя, для постачання османського контингенту, Франція надала близько 10 000 000 кілограмів хліба.
Здається, участь Франциска I у цих спільних акціях з османським флотом була досить стриманою, оскільки багато європейських держав скаржилися на такий союз з невірними проти іншої християнської держави. Протягом усієї кампанії відносини між двома союзниками залишалися напруженими та підозрілими.

## Наслідки
Французько-Габсбурзький мирний договір був нарешті підписаний в Крепі 18 вересня 1544 р., А 10 листопада 1545 р. було укладено перемир'я між Габсбургами та Османською імперією. Імператор Карл V Габсбург погодився визнати нові османські завоювання. Офіційний мирний договір був підписаний 13 червня 1547 р.. після смерті Франциска I.
Локальним наслідком облоги стало посилення узбережжя навколо Ніцци оборонними фортифікаційними спорудами, особливо замками Ніцци та Мон-Олбана, та фортом Сен-Ельм-де-Вільфранш.